# Vereinigung Nordwestdeutscher Künstler
Die Vereinigung Nordwestdeutscher Künstler (VNK), auch Nordwestdeutsche Künstlervereinigung oder Nordwestdeutsche Künstler-Vereinigung genannt, war ein Interessenverband insbesondere von Kunstschaffenden aus Niedersachsen mit dem Ziel, ihren Mitgliedern (Gemeinschafts-)Ausstellungen zu ermöglichen. Der von dem Maler Wilhelm Otto initiierte und 1905 von dem Architekten Wilhelm Matthies mitgegründete Verband bestand formal von 1906 bis mindestens 1932.
Im Laufe seines Bestehens hatten sich in dem Verband mindestens 223 Kunstschaffende aus 14 Nationen organisiert. Nur 7 Prozent der Mitglieder waren weiblich, 93 % männlich.
Zu den Gemeinschaftsausstellungen zählte
- 16.–20. Februar 1908: Deutsche Kunstausstellung Bremen, Kunsthalle Bremen[3]